# 1995 YJ4
1995 YJ4 är en asteroid i huvudbältet som upptäcktes den 28 december 1995 av den australiensiske astronomen Robert H. McNaught vid Siding Spring-observatoriet.
Asteroiden har en diameter på ungefär 18 kilometer.